# Gadaa
Gadaa (ortografia més antiga: Gada; literalment: 'era') és el sistema de govern democràtic aborigen utilitzat pel poble oromo d'Etiòpia i del nord de Kenya. També el practiquen els pobles konso i gedi del sud d'Etiòpia. Aquest sistema regula les activitats polítiques, econòmiques, socials i religioses del poble.

## Descripció
D'acord amb la gadaa, cada vuit anys, els oromo triarien per consens nou dirigents coneguts com Salgan ja’ii Borana (les nou assemblees de Borana). Les persones elegides pel sistema gadaa romanen en el poder durant 8 anys, i les eleccions es tornen a fer llavors. Sempre que un Abbaa Gadaa mor mentre exerceix les funcions, el bokkuu (símbol del poder) passa a la seua esposa i ella guarda el bokkuu i proclama les lleis.

Bandera de gadaa

Els oromo s'autogovernen d'acord amb el sistema gadaa des de molt abans del segle xvi, quan començaren les principals guerres tripartides entre ells i el regne cristià del nord i els sultanats islàmics de l'est i el sud. El resultat en fou que els oromo absorbiren les religions cristiana i islàmica. Els borana i guji, a prop de la frontera entre Etiòpia i Kenya, poden practicar el gadaa sense interrupció. L'estat d'Oròmia sota el sistema federal d'Etiòpia ha fet renàixer el sistema gadaa. El 2015, es va inaugurar el Centre Gadaa a Odaa Bultum i el 2018 es va reinstal·lar el Centre Gadaa d'Odaa Hullee després de dos segles d'interrupció. El 2019, la Universitat Bule Hora va començar un programa de mestratge en estudis de gadaa.
El sistema gadaa ha estat inscrit per la UNESCO com a Patrimoni Cultural Immaterial de la Humanitat des de l'any 2016. És una creació dels oromo del districte Madda Walabu d'Oròmia. Els oromo consideren aquest sistema una herència comuna i part important de la seua identitat cultural. És el sistema amb què el poble s'ha autogovernat democràticament durant segles.